# Bangladesh nos Jogos Olímpicos
Bangladesh competiu em sete Jogos Olímpicos de Verão. Eles nunca competiram em Jogos Olímpicos de Inverno.
Nenhum competidor de Bangladesh já conseguiu classificação para os Jogos Olímpicos; o país envia representantes aos jogos graças ao processo de wildcard. Bangladesh é o país mais populoso do mundo a nunca ter ganho uma medalha Olímpica.
O presidente da Associação Olímpica de Bangladesh Wali Ullah afirmou que a fraca economia do país contribui para seus fracos resultados em esportes.

## Quadros de medalhas

### Quadro de Medalhas por Jogos de Verão
| Jogos               | Atletas       | Ouro | Prata | Bronze | Total | Posição |
| 1984 Los Angeles    | 1             | 0    | 0     | 0      | 0     | -       |
| 1988 Seul           | 6             | 0    | 0     | 0      | 0     | -       |
| 1992 Barcelona      | 6             | 0    | 0     | 0      | 0     | –       |
| 1996 Atlanta        | 4             | 0    | 0     | 0      | 0     | –       |
| 2000 Sydney         | 5             | 0    | 0     | 0      | 0     | –       |
| 2004 Atenas         | 4             | 0    | 0     | 0      | 0     | –       |
| 2008 Beijing        | 5             | 0    | 0     | 0      | 0     | –       |
| 2012 Londres        | 5             | 0    | 0     | 0      | 0     | –       |
| 2016 Rio de Janeiro | 7             | 0    | 0     | 0      | 0     | –       |
| 2020 Tóquio         | Evento Futuro |      |       |        |       |         |
| Total               | Total         | 0    | 0     | 0      | 0     | -       |